# Piptatherum
Piptatherum P.Beauv. é um género de plantas herbáceas pertencente à família das poáceas, com distribuição natural nas regiões de clima subtropical do Hemisfério Norte, estando presente na Eurásia, Norte de África e América do Norte, mas diversas espécies do género foram introduzidas em várias regiões de ambos os hemisférios onde se encontram naturalizadas.

## Descrição
As espécies pertencentes ao género Piptatherum são grandes gramíneas, perenes, em geral cespitosas, que podem atingir 1-1,5 m de altura.
As folhas apresentam bainha de margens livres, com lígula truncada ou aguda, mais ou menos pubescente no dorso. O limbo é plano ou convoluto.
A inflorescência é uma panícula laxa, com ramificação verticilada, lisa ou escábrida, formando espiguilhas unifloras comprimidas dorsalmente. As glumas são mais compridas que a flor, relativamente uniformes, membranosas, acuminadas. Lema lanceolado-elíptica, com 3-5 nervosidades pouco marcadas, obtusa, endurecida na maturidade, glabra, raras vezes laxamente pubescente, com uma arista terminal. Pálea do tamanho da lema, endurecida quando madura. Cariopse oblongada.

## Taxonomia
O género foi descrito por Ambroise Marie François Joseph Palisot de Beauvois e publicado na obra Essai d'une Nouvelle Agrostographie 17, 173. 1812. A espécie tipo é Aegilops triuncialis.
A etimologia do nome genérico Piptatherum foi derivada do grego pipto = "cair", e da palavra therum para "gluma", o que significa "glumas caídas".
Do ponto de vista da citologia, apresenta um número de cromossomas de: x = 12. 2n = 24. 2 ploidias. Cromossomas de tamanho médio.
A circunscrição do género tem sido progressivamente modificada, tendo sido recentemente reduzida com a separação de diversos agrupamentos, entre os quais os actuais géneros: Achnatherum, Arundinella, Eriochloa, Nassella, Oryzopsis, Piptatheropsis, Piptochaetium e Stipa. Alguns autores fundem o género com o género Oryzopsis, com o qual é estreitamente aparentado.

## Espécies
Entre outras, o género Piptatherum inclui as seguintes espécies:

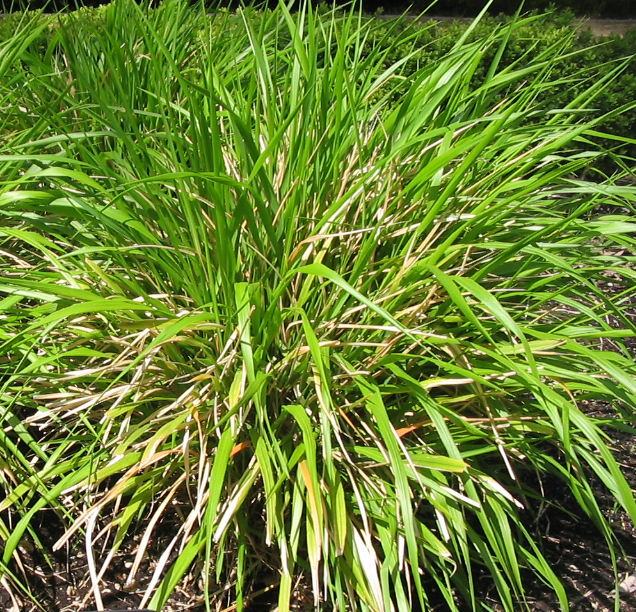
Piptatherum paradoxum.

| - Piptatherum aequiglume - Piptatherum alpestre - Piptatherum angustifolium - Piptatherum baluchistanicum - Piptatherum barbellatum - Piptatherum blancheanum - Piptatherum canadense - Piptatherum coerulescens - Piptatherum ferganense - Piptatherum flaccidum - Piptatherum gracile | - Piptatherum grandispiculum - Piptatherum grigorjevii - Piptatherum hilariae - Piptatherum holciforme - Piptatherum kopetdagense - Piptatherum kuoi - Piptatherum laterale - Piptatherum latifolium - Piptatherum micranthum - Piptatherum microcarpum - Piptatherum miliaceum - Piptatherum molinioides | - Piptatherum munroi - Piptatherum pamiralaicum - Piptatherum paradoxum - Piptatherum platyanthum - Piptatherum pungens - Piptatherum purpurascens - Piptatherum rechingeri - Piptatherum roshevitsianum - Piptatherum sogdianum - Piptatherum songaricum - Piptatherum tibeticum - Piptatherum virescens |

## Galeria

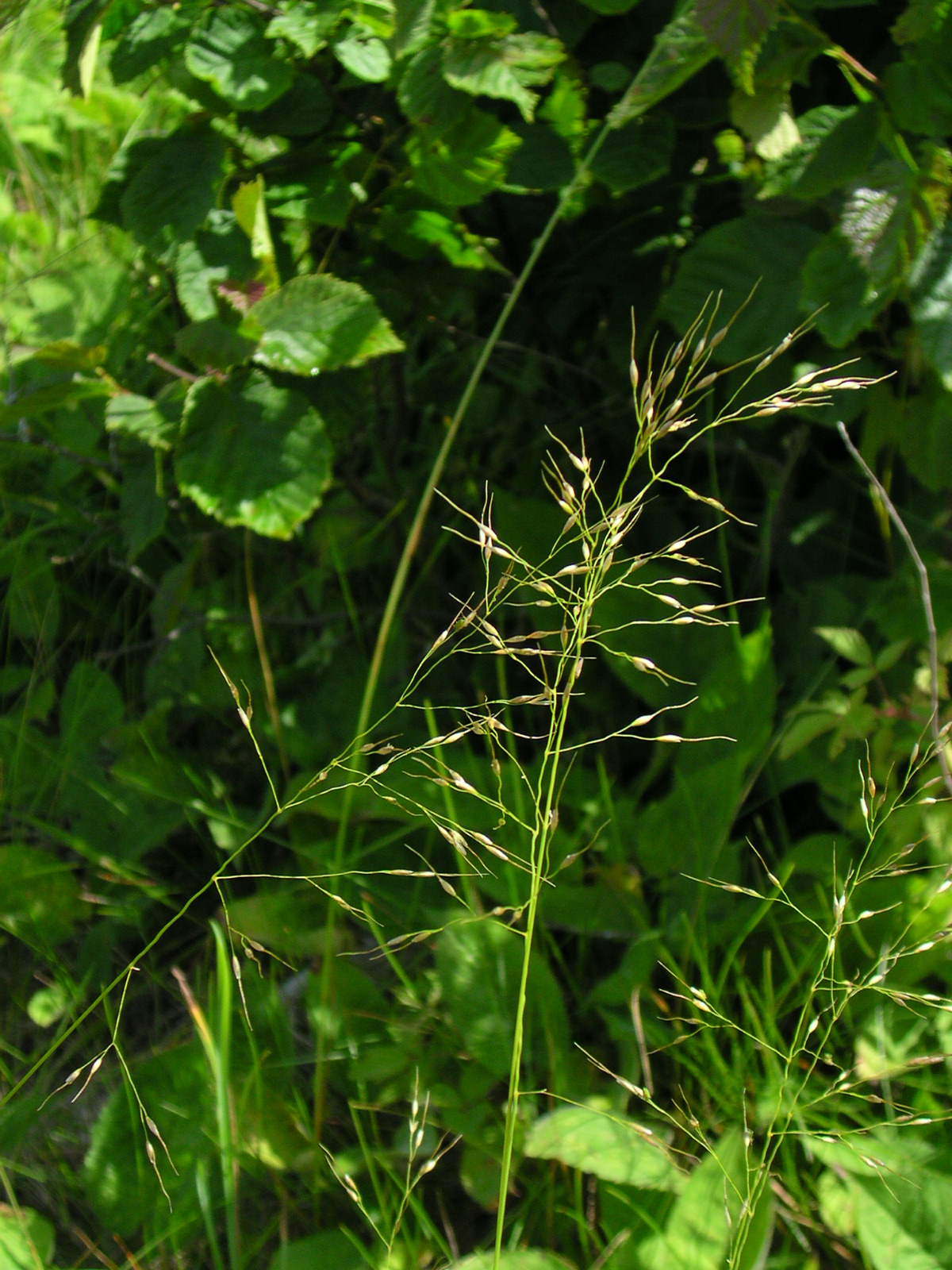
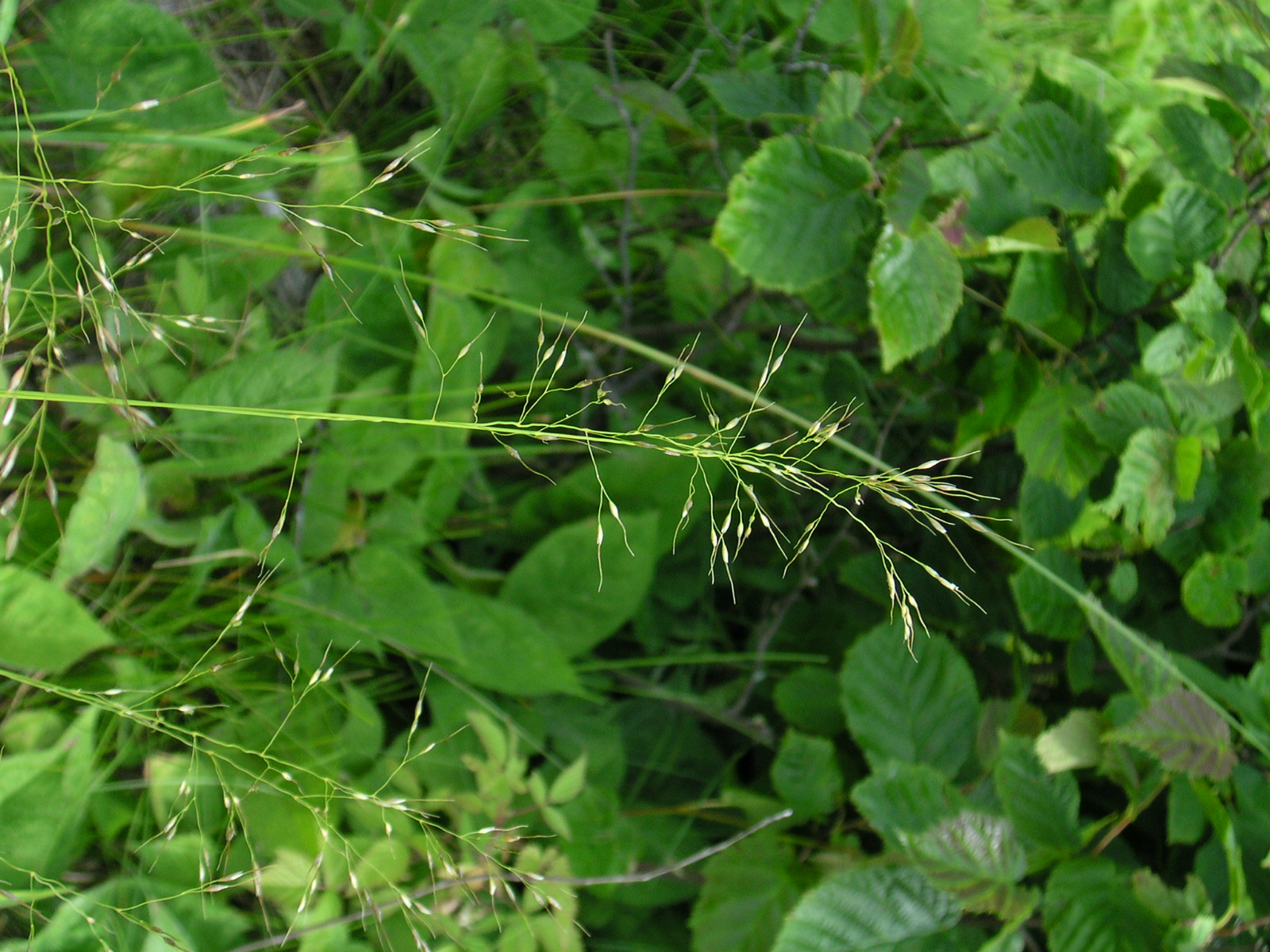
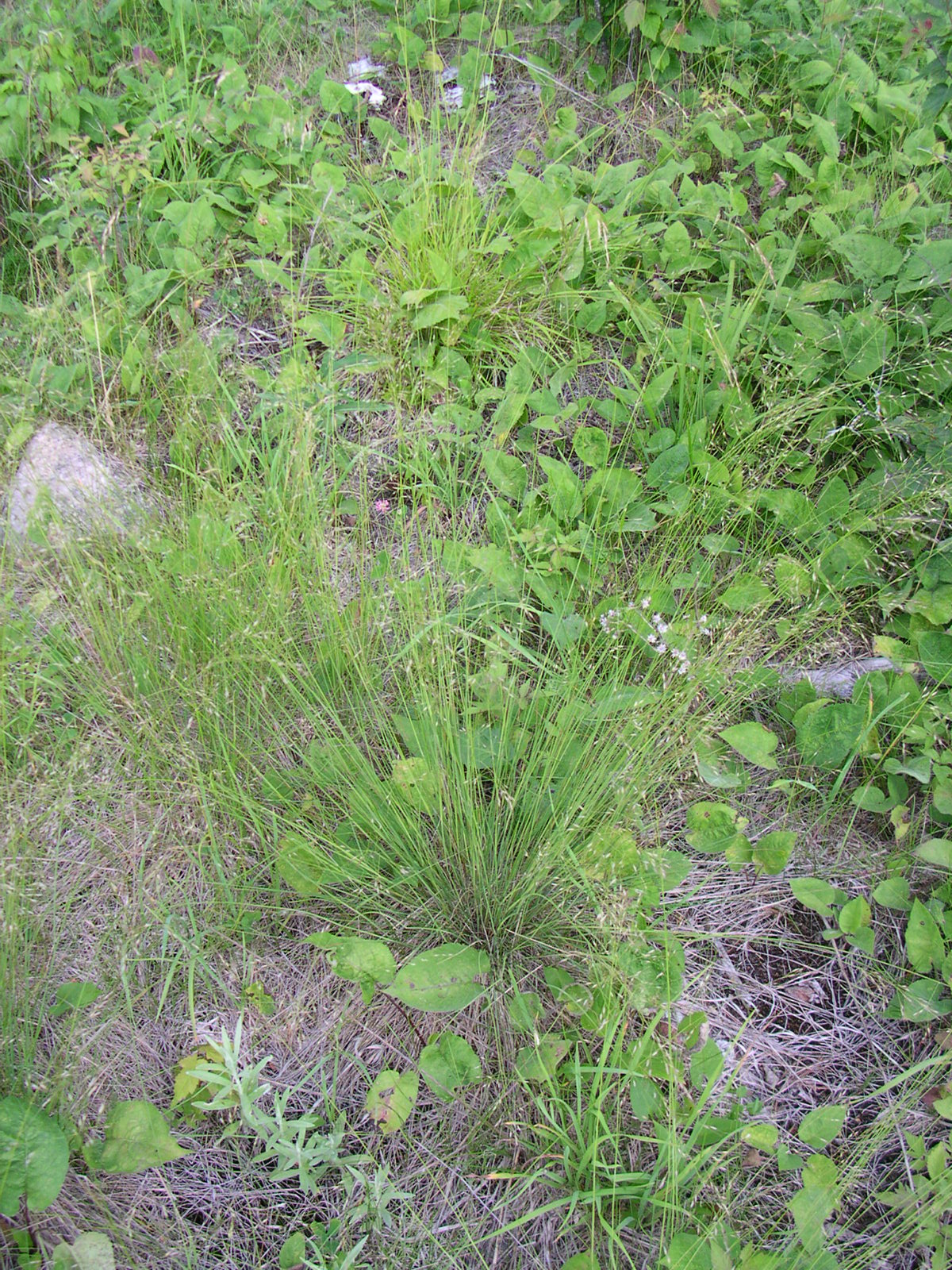
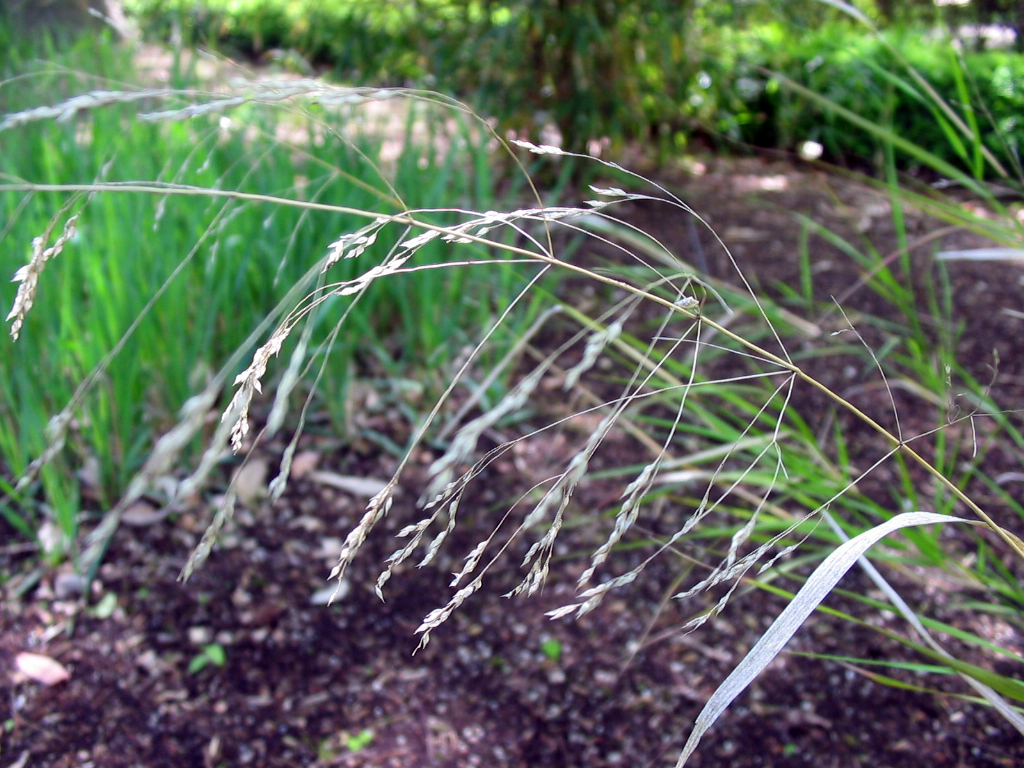
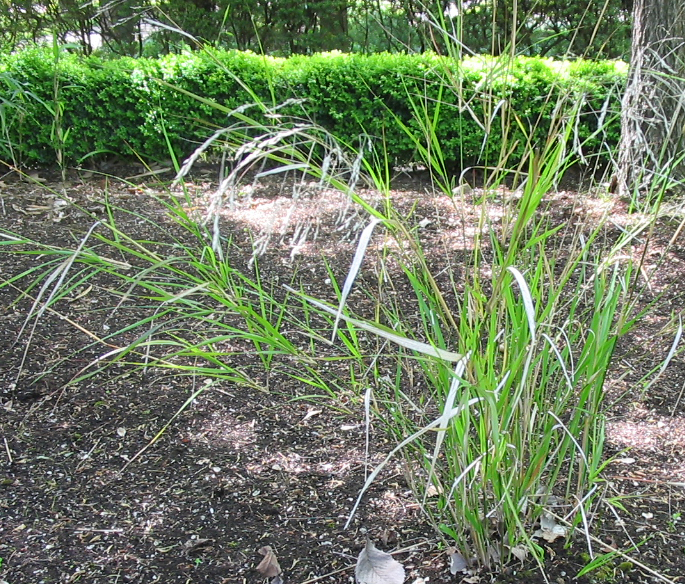
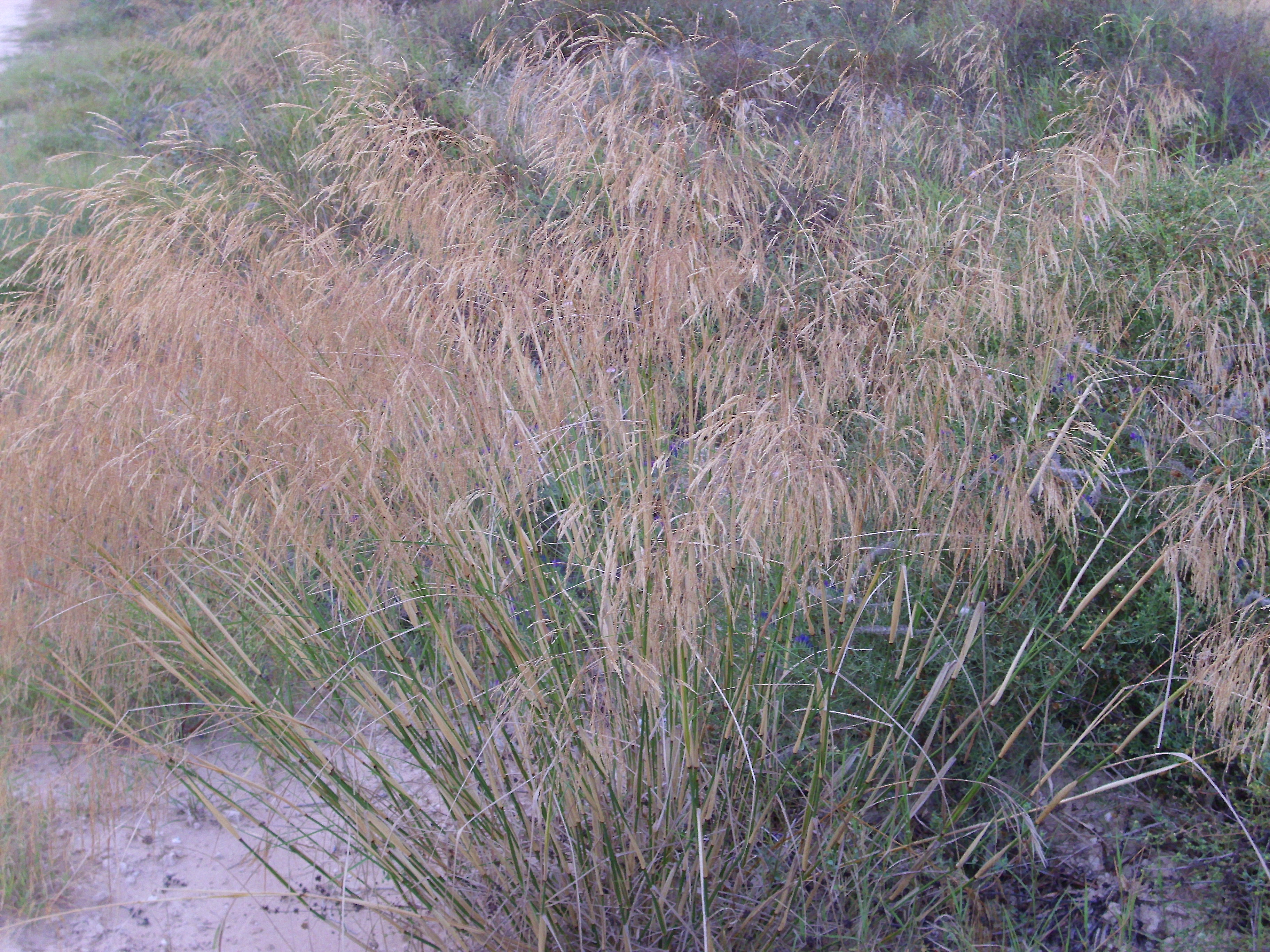